# Gabriel Bá
Gabriel Bá (né le 5 juin 1976 à São Paulo) est un auteur de bande dessinée brésilien. C'est le frère jumeau de Fábio Moon. Dessinateur d’Umbrella Academy et Daytripper, il a remporté plusieurs prix de bande dessinée américains.

## Publications

### En portugais
- Vez em Quando (fanzine), 1993.
- Ícones (fanzine), 2 numéros, 1994-1995.
- 10 Pãezinhos (fanzine), 1997-1999.
- O Girassol a e Lua, São Paulo : Via Lettera, 2000.
- Meu Coraçaõ Não Sei Por Que, São Paulo : Via Lettera, 2001.
- Crítica : Devir, 2004
- Mesa pra Dois :Devir, 2006
- Atelier (fanzine) : 2010
- Dois Irmãos : Companhia das Letras, 2015 (soon)

### En anglais
- Roland: Days of Wrath n°1-4 (dessin), Terra Major, 1999.
- Participation à Autobiographix, Dark Horse Comics, 2003.
- Ursula, AiT/PlanetLar, 2004. Traduction de Meu Coraçaõ Não Sei Por Que.
- De: Tales, avec Fábio Moon, Dark Horses Comics, 2006.
- Casanova n°1-7 (dessin), Image Comics, 2006-2007.
- Participation à 5, auto-édité, 2007. Eisner Award de la meilleure anthologie 2007.
- The Umbrella Academy : La Suite apocalyptique n°1-6 (dessin), Dark Horse Comics, 2007-2008. Eisner Award de la meilleure série limitée 2008.
- The Umbrella Academy : Dallas n°1-6 (dessin), Dark Horse Comics, 2008-2009.
- Participation à PIXU, 2 vol., auto-édité, 2008. Réédité par Dark Horse Comics, 2009.
- B.P.R.D.: 1947 n°1-5 (dessin), Dark Horse Comics, 2009-2010.
- Daytripper n°1-10 (scénario), DC Comics, 2010. Eisner Award de la meilleure série limitée 2011.
- Casanova: Luxuria n°1-4 (dessin), Marvel Comics, 2010.
- The Umbrella Academy : Hôtel Oblivion n°1-7 (dessin), Dark Horse Comics, 2018-2019.

## Traductions françaises
- Umbrella Academy (dessin), avec Gerard Way (scénario), Delcourt, coll. « Contrebande » :

1. La Suite apocalyptique, 2009.
2. Dallas, 2010.
3. Hôtel Oblivion, 2019.

- Daytripper. Au jour le jour, avec Fábio Moon, Urban Comics, coll. « Vertigo Deluxe », 2012.
- Casanova, avec Matt Fraction et Fábio Moon, Urban Comics, coll. « Indies », 2013.
- L'Aliéniste, avec Fábio Moon, Urban Comics, coll. « Indies », 2014.
- Deux Frères, avec Fábio Moon, Urban Comics, coll. « Indies », 2015.
- Détails d'une vie brésilienne, avec Fábio Moon, Urban Comics, coll. « Indies », 2016.

## Prix et récompenses
- 2008 : Prix Eisner de la meilleure mini-série pour Umbrella Academy (avec Gerard Way) ; de la meilleure anthologie pour 5 (en) (avec Fábio Moon, Becky Cloonan, Rafael Grampá et Vasilis Lolos)
- 2008 : Prix Harvey de la meilleure nouvelle série pour Umbrella Academy (avec Gerard Way)
- 2009 : Prix Harvey du meilleur dessinateur pour Umbrella Academy
- 2011 : 
  - Prix Eisner de la meilleure mini-série pour Daytripper (avec Fábio Moon)
  - Prix Harvey de la meilleure histoire pour Daytripper (avec Fábio Moon)
- 2016 : 
  - Prix Eisner de la meilleure adaptation pour Deux Frères (avec Fábio Moon)
  - Prix Harvey de la meilleure édition américaine de matériel étranger pour Deux Frères (avec Fábio Moon)

### Documentation
- (en) Gabriel Bá et Fábio Moon (int. Diego Assis), « The Fábio Moon and Gabriel Bá Interview », dans The Comics Journal n°298, Fantagraphics, mai 2009, p. 24-67.